# La vieille dame et les pigeons
La vieille dame et les piegeons è un cortometraggio d'animazione scritto e diretto da Sylvain Chomet che ne ha iniziato la lavorazione nel 1991 insieme a Nicolas De Còrecy, disegnatore degli sfondi scenografici. Prodotto dalla BBC, il film esce solo nel 1998 ed ottiene numerosi riconoscimenti internazionali, tra cui la candidatura al Premio Oscar per il miglior cortometraggio animato. Questo è inoltre il primo film d'animazione realizzato interamente da Sylvain Chomet.

## Trama
La storia illustra la triste avventura di un gendarme di Parigi che piuttosto malnutrito si trascina dietro i dolori della fame, guardando con malizia e invidia tutti coloro che al contrario sfoggiano i loro grossi panini o la loro stazza corpulenta. Neanche i piccioni sembrano soffrire la fame, anzi, quelli che incontra nei pressi di un parchetto lungo la strada di casa sono così grassi che non si reggono in piedi e non riescono a volare. Infatti provengono tutti dalla panchina di un'anziana signora che sembra volere così bene a quegli animali che regala loro grossi arrosti e altri tipi di pietanze. L'uomo, che non riesce a credere ai suoi occhi, inizia a spiare la signora maturando un piano per sfruttare la situazione. Nonostante venga tormentato da conflitti di coscienza che sfociano in incubi grotteschi, finisce per calpestare la propria dignità pur di campare sulle spalle della vecchietta. Quindi si crea un grosso costume da piccione e inizia a recarsi tutti i giorni alla stessa ora alla casa della signora, che non esita a ingozzarlo con i suoi pranzi. L'uomo inizia a ingrassare, tanto da non riuscire più a togliersi il costume di dosso. La signora, intanto, ha in serbo per lui un'inaspettata sorpresa.

## Curiosità
- Il protagonista di questo corto è stato inserito da Chomet sia nel film Appuntamento a Belleville in una delle scene della premiazione del Tour de France, sia nel suo ultimo film d'animazione del L'illusionista (film 2010) nella scena in cui Taticheff scende dalle scale di un battello.

## Riconoscimenti
- Festival di Annecy
  - Gran Premio
- BAFTA
- Premio Oscar
  - Candidatura come Miglior cortometraggio d'Animazione
- Premio Cartoon d'Or
- Festival Premiers Plans
  - Premio del pubblico e Premio della giuria